# Margaret Herrick
Margaret Florence Herrick (Spokane, Washington, 27 de septiembre de 1902 - Woodland Hills, California, 21 de junio de 1976)  fue una bibliotecaria de la Academia de las Artes Cine y las Ciencias Cinematográficas estadounidense que ha pasado a la historia por bautizar a la estatuilla de los premios como Óscar, puesto que le recordaba a su tío de ese nombre.
De nombre de soltera Margaret Buck, se graduó en Bibliotecología en la Universidad de Washington en 1929. Ocupó el cargo en la biblioteca de la Academia desde 1931 cuando su esposo Donald Gledhill  fue destinado al frente en la Segunda Guerra Mundial y de forma definitiva tras su divorcio. Luego contrajo matrimonio con Phillip Abbot Herrick, del cual adoptó el nombre profesional. En 1964 asumió el puesto de Directora Ejecutiva hasta 1971, fecha en la que fue nombrada Directora Emérita. Desde 1971 la biblioteca de la Academia lleva su nombre en homenaje.